# TV4 Digitala Medier
TV4 Digitala Medier, tidigare TV4 Nya Medier och TV4 Vision, var ett helägt dotterbolag till TV4-gruppen. Bolaget upplöstes 6 november 2013 för att integrera den digitala verksamheten fullt ut i moderbolaget TV4-gruppen i stället. Bolaget hade hand om bolagets olika webbplatser, mobiltjänster och text-tv. Bolaget distribuerade även produkter anknutna till program från TV4-gruppens TV-kanaler, såsom klädesplagg, cd-skivor, DVD-skivor, böcker och så vidare. 2007 hade företagets olika webbplatser mer än 1 100 000 besökare i veckan, där TV4.se var enskilt störst med två miljoner månatliga besökare.
TV4 hade tidigare separata bolag för TV4.se och TV4 Text-TV, det senare ursprungligen förlagt till Göteborg. År 2000 bildades TV4 Interaktiv som samlade text-TV och webbplats i ett bolag med Otto Sjöberg som vd.

## Medier

### Vid upplösning av bolaget 2013
- Boktipset.se
- Fotbollskanalen.se
- Politikerbloggen
- Recept.nu
- TV4 Play
- TV4.se
- Elva.tv

### Tidigare medier
- Blip.se
- Blipville.se
- Hemmakanalen.se
- Hockeykanalen.se
- Kriminalkanalen.se
- Nyheterna.se
- Resor.nu
- Soko.se
- TV4 Anytime
- TVplaneten.se
- Väderkanalen (blev del av tidigare nyheterna.se)